# ピーコ (イタリア)
ピーコ（伊: Pico）は、イタリア共和国ラツィオ州フロジノーネ県にある、人口約2,600人の基礎自治体（コムーネ）。

## 地理

### 位置・広がり
フロジノーネ県南部、アウソニ山地 (it:Monti Ausoni) の北麓に位置する。カッシーノから西南西へ約23km、県都フロジノーネから東南へ約27km、ナポリから北西へ約90km、ローマから東南へ約101kmの距離にある。
アウソニ山地を隔てて、南にラティーナ県と接する。

#### 隣接コムーネ
隣接するコムーネは以下の通り。括弧内のLTはラティーナ県所属を示す。
- サン・ジョヴァンニ・インカーリコ - 北
- ポンテコルヴォ - 東
- カンポディメーレ (LT) - 南
- レーノラ (LT) - 南西
- パステナ - 西

### 地勢
コムーネの領域の南部は山地、北部は平地となっている。山地は自然公園 (it:Parco naturale dei Monti Aurunci) として保護されている。

### 気候分類・地震分類
ピーコにおけるイタリアの気候分類 (it) および度日は、zona D, 1478 GGである。
また、イタリアの地震リスク階級 (it) では、zona 2B (sismicità media) に分類される。

## 歴史
第二次世界大戦中の1943年から1944年にかけて、ドイツの占領下に置かれた。イタリア戦線の戦いにおいて、ドイツ軍の防衛線「グスタフ線」がこの地に引かれ、村は戦渦に巻き込まれた。ドイツ軍の暴行や、大量の爆撃によって村民90人が犠牲になり、家屋や農作物は多大な被害を受けた。戦後、イタリア政府はコムーネに対し、占領下の受苦に耐えた勇気と誇り、困難な復興を成し遂げた努力を顕彰して、市民勲章 (it:merito civile) 銀メダルの栄誉を授けている。

## 人口

### 居住地区別人口
国立統計研究所（ISTAT）は居住地区（Località abitata）別の人口として以下を掲げている。統計は2001年時点。
| 地区名       | 標高   | 人口  | 備考 |
| ------------ | ------ | ----- | ---- |
| PICO         | 65/803 | 3,123 |      |
| PICO *       | 190    | 726   |      |
| Capocroce    | 140    | 62    |      |
| Colle Ponte  | 120    | 89    |      |
| Cupone       | 175    | 46    |      |
| Ponte Odioso | 119    | 63    |      |
| Case Sparse  | -      | 2,137 |      |

- ISTATは人口統計上、家屋密度の高い centro abitato （居住の中心地区）、密度の低い nucleo abitato （居住の核となる地区）、まとまった居住地区を形成していない case sparse （散在家屋）の区分を用いている。上の表で地名がすべて大文字で示されているものが centro abitato である。「*」印が付されているのは、コムーネの役場・役所 la casa comunale の置かれている地区である。

## 交通
村内に、アウソニ山地を縦貫する道路 SR82（SS82） が通っている。北はサン・ジョヴァンニ・インカーリコを経てフロジローネにつながっており、南は約12kmの山道を隔ててカンポディメーレに至る。

## 行政
フロジノーネ県南部のパステナ、 ポンテコルヴォ、 サン・ジョヴァンニ・インカーリコ、ファルヴァテッラとともにグロンデ・モンティ・アウソニ山岳自治体 (it:Comunità Montana Gronde Monti Ausoni) を構成しており、その中心コムーネである。